# Auriac, Corrèze
Auriac är en kommun i departementet Corrèze i regionen Nouvelle-Aquitaine i de centrala delarna av Frankrike. Kommunen ligger  i kantonen Saint-Privat som tillhör arrondissementet Tulle. År 2022 hade Auriac 219 invånare.

## Befolkningsutveckling
Antalet invånare i kommunen Auriac
Referens:INSEE